# جيرالد ويلكوكس
جيرالد ويلكوكس هو لاعب كرة القدم الكندية كندي، ولد في 8 يوليو 1966 في لندن في المملكة المتحدة.